# Advertencia Miranda
La Advertencia Miranda (también, Derechos Miranda o Reglas Miranda; en inglés, Miranda warning, Miranda ruling o Miranda rights) es un aviso que los agentes de policía en Estados Unidos deben hacer a toda persona que haya sido arrestada. 
Fue establecida después de que la Corte Suprema de los Estados Unidos resolviera en el caso "Miranda contra Arizona" de 1966, que la confesión del acusado Miranda realizada a la policía, no era admisible como prueba, debido a que no había sido debidamente informado de que tenía derecho a guardar silencio y a contar con la asistencia de un abogado y que cualquier declaración suya podría ser utilizada como prueba en su contra. El criterio fue ratificado por la Corte Suprema en el caso "Dickerson v. United States" en el año 2000. La Advertencia Miranda se ha establecido como procedimiento policial de rutina para evitar la violación del derecho constitucional a no auto incriminarse, garantizado por la Quinta Enmienda a la Constitución de los Estados Unidos (derecho a guardar silencio).

## Miranda vs. Arizona
En 1963, Ernesto Arturo Miranda fue detenido por secuestro y violación, lo cual confesó sin ninguna advertencia de su derecho constitucional a guardar silencio, o su derecho de tener un abogado presente. En el juicio, el fiscal ofreció sólo su confesión como prueba y Miranda fue condenado. 
La Corte Suprema resolvió en el caso "Miranda v. Arizona, 384 U.S. 436 (1966)" que Miranda había sido intimidado durante su interrogatorio y que no había entendido su derecho a no incriminarse ni su derecho a ser asistido por un abogado. Sobre esas bases, la Corte revocó el fallo anterior. Miranda fue luego condenado en otro juicio, con testigos que declararon en su contra y otras pruebas presentadas. Cumplió 11 años de condena. 
Paradójicamente, cuando años después Miranda fue asesinado en una riña con arma blanca, a su homicida se le leyeron los derechos Miranda, los cuales invocó para no tener que declarar. 
En 2000, el uso de los derechos Miranda volvió a surgir ante la Corte Suprema en el caso "Dickerson v. United States, 530 U.S. 428 (2000)". El tribunal reafirmó el rol del precedente anterior.

## Derechos Miranda
La Corte Suprema no especificó las palabras exactas que se debían usar para informar a la persona arrestada sobre sus derechos, pero estableció una serie de reglas que han sido tomadas como guía para redactar el texto de la advertencia que en cada caso realizan los agentes del policía. En este sentido, la sentencia dictada en el caso Miranda establece que:

...La persona en custodia debe, previo a su interrogatorio, ser claramente informada de su derecho a guardar silencio, y de que todo lo que diga será usado en su contra en un tribunal, debe ser claramente informada de que tiene el derecho de consultar con un abogado y tener a ese abogado presente durante todo el interrogatorio, y que, si es indigente, un abogado le será asignado sin coste para representarla.

Los derechos mencionados en la sentencia del caso Miranda son:
- Derecho a que la advertencia se realice antes de ser interrogada.
- Derecho a que las explicaciones se realicen de forma clara.
- Derecho a guardar silencio y a negarte a responder las preguntas.
- Derecho a que se le informe que sus declaraciones podrían y serán usadas en su contra ante un tribunal.
- Derecho a ser asistido por un abogado y que esté presente durante el interrogatorio.
- Derecho a tener un abogado de oficio si no puede costear uno.
- Si decidió responder sin un abogado presente, aún tendrá derecho a dejar de responder en cualquier momento y solicitar un abogado.
- ¿Ha comprendido sus derechos?

## Advertencia Miranda típica
La Advertencia Miranda es una práctica rutinaria policial cuya modalidad es decidida por cada Estado y por lo tanto varía según el Estado y la fuerza policial de que se trate. Una de sus formas típicas es la siguiente:

Tiene el derecho a guardar silencio. Cualquier cosa que diga puede y será usada en su contra en un tribunal de justicia. Tiene el derecho de hablar con un abogado y que un abogado esté presente durante cualquier interrogatorio. Si no puede pagar un abogado, se le asignará uno pagado por el gobierno. ¿Le han quedado claros los derechos previamente mencionados?

## Requisitos complementarios
En 2010 la Corte Suprema decidió en el caso "Berghuis v. Thompkins 560 U.S. 370 (2010)" que la persona arrestada debía declarar explícitamente que deseaba hacer uso de su derecho a permanecer en silencio, para que estos fueran operativos; en caso contrario los agentes podían continuar interrogándolo.
Se ha fallado que se declara inadmisible la prueba debido al pobre conocimiento del inglés del acusado en su arresto y por el hecho de que el oficial que lo detuvo no pudo comunicarle la advertencia en su idioma.

## Excepciones
En 1984, la Corte Suprema decidió en el caso "New York v. Quarles  U.S. 649 (1984)" que la Advertencia Miranda y el derecho a permanecer en silencio podían ser obviados por las fuerzas policiales en situaciones en que hubiera urgencia en proteger la "seguridad pública". En ese caso se trató de una persona arrestada en un comercio, que le informó al policía que lo interrogó, donde se encontraba el arma de fuego que había portado hasta unos minutos antes.
En 2011, la juez Nancy G. Edmunds consideró que la Advertencia Miranda no era necesaria en casos de terrorismo, aplicando la excepción por causa de "seguridad pública" establecida en el caso "New York v. Quarles". En 2013, luego del atentado de la maratón de Boston, el gobierno del presidente Obama dio la orden a las fuerzas de seguridad de prescindir de la Advertencia Miranda en los interrogatorios de las personas potencialmente vinculadas al atentado. La decisión del gobierno estadounidense generó un amplio debate acerca de la constitucionalidad de la misma.